# (500198) 2012 HV4
(500198) 2012 HV4 es un asteroide perteneciente al cinturón de asteroides, descubierto el 2 de julio de 2008 por el equipo del Spacewatch desde el Observatorio Nacional de Kitt Peak, Arizona, Estados Unidos.

## Designación y nombre
Designado provisionalmente como 2012 HV4.

## Características orbitales
2012 HV4 está situado a una distancia media del Sol de 2,737 ua, pudiendo alejarse hasta 3,432 ua y acercarse hasta 2,042 ua. Su excentricidad es 0,253 y la inclinación orbital 8,085 grados. Emplea 1654,28 días en completar una órbita alrededor del Sol.
Los próximos acercamientos a la órbita de Júpiter se producirán el 11 de enero de 2038, el 22 de agosto de 2059 y el 17 de junio de 2096, entre otros.

## Características físicas
La magnitud absoluta de 2012 HV4 es 17,5.